# Betsy Chasse
Betsy Chasse ist Filmproduzentin, Regisseurin, Drehbuchautorin.
Ihre Geburt wurde von einem Nachrichtensender gefilmt als Dokumentation für natürliche Geburt. Ihre Karriere setzte sich in den kommenden 18 Jahren fort als Schauspielerin in ca. 120 Produktionen – von Werbefilmen über Fernsehserien bis zu Spielfilmen. Schließlich entschied sich Betsy jedoch für die Arbeit hinter der Kamera, als Produzentin. 
Sie begann ihre Produzentenkarriere als Assistent in einem Low-Budget Action-Film. Danach war sie Produktionskoordinatorin und später Produktionsleiterin. Sie arbeitete freiberuflich an über 30 Filmen. 1996 gründete sie ihre Produktionsfirma „Rampant Feline Films“ und produzierte TV- und Musik-Videos. Von 1997 bis Mai 1999 war sie Senior-Vizepräsident von Prosperity Pictures, einer unabhängigen Filmproduktionsgesellschaft.

## Filmografie (Auswahl)
- 1982: Goldie and Kids: Listen to Us (TV), Darstellerin
- 1987: Mein teuflischer Liebhaber (My Demon Lover), Darstellerin
- 1997: Mad Rex – Gegen das Gesetz (Against the Law)
- 1998: Gejagt – Im Visier der Mafia (Nowhere Land), Line Producer
- 1998: La Cucaracha, Line Producer
- 1999: Spanish Judges – Blutiges Geschäft, Produzent
- 2000: Labor Pains, Produzent
- 2000: Just One Night, Co-Produzent
- 2001: Crazy Love – Hoffnungslos verliebt (TV, Chasing Destiny), Produzent
- 2001: American Roadtrip (Extreme Days), Produzent
- 2004: What the Bleep Do We Know!?, Drehbuch, Regisseur, Produzent
- 2006: What the Bleep!?: Down the Rabbit Hole, Regisseur, Produzent